# Сбой.рф
Сбой.рф - Российский ресурс по отслеживанию сбоев сайтов и сервисов в России, созданный в 2022 году. Механизм работы сайта основывается на том, что пользователи оставляют жалобу, нажимая на соответствующую кнопку, на тот или иной сервис или сайт. Эта статистика собирается сайтом и тут же публикуется на графиках по дням и 15минутным отрезкам. Также можно увидеть в каких регионах России случаются сбои.
1. ↑  СБОЙ.РФ. СБОЙ.РФ. Дата обращения: 20 августа 2025.